# Ганејдо (Аризона)
Ганејдо (енгл. Ganado) насељено је место без административног статуса у америчкој савезној држави Аризона.

## Демографија
По попису из 2010. године број становника је 1.210, што је 295 (-19,6%) становника мање него 2000. године.
| Група             | 2000.       | 2010.     |
| Белци             | 150 (10,0%) | 61 (5,0%) |
| Афроамериканци    | 2 (0,1%)    | 3 (0,2%)  |
| Азијати           | 2 (0,1%)    | 11 (0,9%) |
| Хиспаноамериканци | 36 (2,4%)   | 34 (2,8%) |
| Укупно            | 1.505       | 1.210     |